# Jaźwiska
Jaźwiska – wieś kociewska w Polsce, położona w województwie pomorskim, w powiecie tczewskim, w gminie Gniew, na lewym brzegu Wisły.
| SIMC    | Nazwa         | Rodzaj  |
| ------- | ------------- | ------- |
| 0161170 | Jaźwiska Małe | kolonia |
| 0161230 | Jelenica      | osada   |
| 0161186 | Potłowo       | kolonia |
| 0161192 | Rzym          | kolonia |
| 0161200 | Trzy Króle    | kolonia |

W 1355 roku komtur gniewski Jan von Falkenstein nadał przywilej lokacyjny dla Jaźwisk. Wówczas osada posiadała 34 łany powierzchni. Nowy okres dziejów Jaźwisk rozpoczął się z wcieleniem Pomorza Gdańskiego do Polski w 1466 roku a osada weszła w skład województwa pomorskiego. W wiekach XVI -XVII na terenie Jaźwisk osiedlali się licznie Holendrzy. 
W pierwszej połowie listopada 1906 r. w miejscowej szkole elementarnej rozpoczął się strajk dzieci przeciwko nauczaniu religii w języku niemieckim (jego dalszy przebieg nie jest znany). Z uczestników strajku znane są nazwiska następujących dzieci: K. Fiedler, J., J. Czyżewscy, Z. Brzeska. Strajk był elementem znacznie większej akcji biernego oporu wobec pruskich władz szkolnych, która na przełomie 1906 i 1907 r. objęła ponad 460 (!) szkół w prowincji Prusy Zachodnie, czyli przedrozbiorowe Pomorze Gdańskie, Powiśle, ziemię chełmińską i ziemię lubawską oraz część Krajny. Inspiracją dla strajków pomorskich były wcześniejsze działania dzieci w prowincji wielkopolskiej, ze słynnym strajkiem we Wrześni (1901) na czele. 
W okresie międzywojennym ulokowana była tu placówka Straży Celnej „Jaźwiska”.
W latach 1975–1998 miejscowość administracyjnie należała do województwa gdańskiego. Obecnie wieś Jaźwiska administracyjnie należy do województwa pomorskiego, powiatu tczewskiego i jest jednym z 19 sołectw gminy Gniew położona jest w południowo-wschodniej części gminy. W skład sołectwa Jaźwiska wchodzą kolonie Jaźwiska Małe, Potłowo, Rzym, Trzy króle oraz osada Jelenica. Sołectwo Jaźwiska jest sołectwem typowo rolniczym. Przez sołectwo przebiegają dwie drogi powiatowe nr 10482 Nicponia-Opalenie oraz 10483 Tymawa-Jelenica-Aplinki.